# Провінції КНР
Провінція (кит.: 省; піньїнь: Shěng) — адміністративна одиниця першого провінційного рівня в Китайській Народній Республіці. Має широкі права, що нагадують права суб'єкта федерації й зумовлює феномен «китайського федералізму». Існують переважно з 17 сторіччя. Деякі кордони провінцій існують з часів династії Юань (XIII—XIV сторіччя). 
Значні зміни торкнулися тільки кордонів провінцій у північному й східному Китаю, під час утворення автономних національних областей за радянськими стандартами. Нині люди ідентифікують себе культурно з рідною провінцією, хоча їхні кордони не відповідають межам етнічних і культурних областей Китаю і були проведені у давнину для уникнення провінційного відокремлення.
Усього існує утворень 33 провінційного рівня, що поділяються на 333 утворень префектного (обласного) рівня, які, своєю чергою, поділяються на 2862 утворень повітового рівня, що, своєю чергою, поділяються на 41636 утворень районного рівня і декілька регіонів з сільським поділом.
У КНР існує:
- 22 провінції (шен),
- 5 автономні області (кит.: 自治区; цзичжіцюй),
- 4 муніципалітети (кит.: 直辖市; чжісяші; Пекін, Тяньцзінь, Шанхай, Чунцін),
- 2 особливі адміністративні одиниці (кит.: 特别行政区; тебє сінчженцюй; Гонконг (з 1997 року) і Макао (з 1999 року).

КНР з часу свого утворення у 1949 році вважає Тайвань своєю 23-ю провінцією, хоча Тайвань ніколи не належав до КНР до цього дня.

## Список одиниць провінційного рівня
| Регіон                                                                       | (піньїнь)             | (кит.) | Адм. центр | (піньінь)    |
| Провінції                                                                    |                       |        |            |              |
| ---------------------------------------------------------------------------- | --------------------- | ------ | ---------- | ------------ |
| Аньхой                                                                       | Anhui                 | 安徽   | Хефей      | Hefei        |
| Фуцзянь                                                                      | Fujian                | 福建   | Фучжоу     | Fuzhou       |
| Ганьсу                                                                       | Gansu                 | 甘肃   | Ланьчжоу   | Lanzhou      |
| Ґуандун                                                                      | Guangdong             | 广东   | Ґуанчжоу   | Guangzhou    |
| Гуйчжоу                                                                      | Guizhou               | 贵州   | Гуйян      | Guiyang      |
| Хайнань                                                                      | Hainan                | 海南   | Хайкоу     | Haikou       |
| Хебей                                                                        | Hebei                 | 河北   | Шицзячжуан | Shijiazhuang |
| Хейлунцзян                                                                   | Heilongjiang          | 黑龙江 | Харбін     | Harbin       |
| Хенань                                                                       | Henan                 | 河南   | Чженчжоу   | Zhengzhou    |
| Хубей                                                                        | Hubei                 | 湖北   | Ухань      | Wuhan        |
| Хунань                                                                       | Hunan                 | 湖南   | Чанша      | Changsha     |
| Цзянсу                                                                       | Jiangsu               | 江苏   | Нанкін     | Nanjing      |
| Цзянсі                                                                       | Jiangxi               | 江西   | Наньчан    | Nanchang     |
| Цзілінь                                                                      | Jilin                 | 吉林   | Чанчунь    | Changchun    |
| Ляонін                                                                       | Liaoning              | 辽宁   | Шеньян     | Shenyang     |
| Цінхай                                                                       | Qinghai               | 青海   | Сінін      | Xining       |
| Шаньсі                                                                       | Shaanxi               | 陕西   | Тайюань    | Taiyuan      |
| Шаньдун                                                                      | Shandong              | 山东   | Цзінань    | Jinan        |
| Шеньсі                                                                       | Shanxi                | 山西   | Сіань      | Xi’an        |
| Сичуань                                                                      | Sichuan               | 四川   | Ченду      | Chengdu      |
| Юньнань                                                                      | Yunnan                | 云南   | Куньмін    | Kunming      |
| Чжецзян                                                                      | Zhejiang              | 浙江   | Ханчжоу    | Hangzhou     |
| Автономні райони                                                             |                       |        |            |              |
| Гуансі-Чжуанський автономний район                                           | Guangxi               | 广西   | Наньнін    | Nanning      |
| Внутрішня Монголія                                                           | Nei Menggu            | 内蒙古 | Хух-Хото   | Hohhot       |
| Нінся-Хуейський                                                              | Ningxia               | 宁夏   | Їньчуань   | Yinchuan     |
| Сіньцзян-Уйгурський                                                          | Xinjiang              | 新疆   | Урумчі     | Urumqi       |
| Тибетський                                                                   | Tibet                 | 西藏   | Лхаса      | Lhasa        |
| Міста центрального підпорядкування                                           |                       |        |            |              |
| Пекін                                                                        | Beijing               | 北京   |            |              |
| Чунцін                                                                       | Chongqing             | 重庆   |            |              |
| Шанхай                                                                       | Shanghai              | 上海   |            |              |
| Тяньцзінь                                                                    | Tianjin               | 天津   |            |              |
| Спеціальні адміністративні райони                                            |                       |        |            |              |
| Гонконг (Сянган)                                                             | Hong Kong (Xianggang) | 香港   |            |              |
| Макао (Аоминь)                                                               | Macau (Àomén)         | 澳门   |            |              |
| Регіон, що контролюється Республікою Китай (політичний статус не визначений) |                       |        |            |              |
| Тайвань                                                                      | Taiwan                | 台湾   |            |              |